# کیم جو سونگ
این یک نام کره‌ای است؛ نام خانوادگی کیم است.

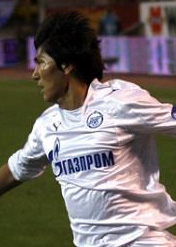
عکسی ازکیم جو سونگ در حال بازی

کیم جو-سونگ (زادهٔ ۱۸ سپتامبر ۱۹۶۷) فوتبالیست بازنشستهٔ اهل کره جنوبی است.
کیم در سه جام جهانی ۱۹۹۰ ایتالیا، ۱۹۹۴ آمریکا و ۱۹۹۸ فرانسه و یک دوره در المپیک ۱۹۸۸ سئول برای تیم ملی کره جنوبی بازی کرد، مدال طلای بازی‌های آسیایی ۱۹۸۶ سئول را به‌دست آورد و سه بار متوالی در سال‌های ۱۹۸۹، ۱۹۹۰ و ۱۹۹۱ عنوان فوتبالیست آسیایی سال را کسب کرد.
او هم‌اکنون (۲۰۱۰) مسئول روابط بین‌الملل فدراسیون فوتبال کره جنوبی است.